# Seth Stammler
 Seth Stammler  (n. Columbus, Ohio; 29 de septiembre de 1981) es un futbolista que juega de medio centro para Red Bull New York.

## Inicios
Stammler comenzó su carrera en el fútbol colegial de Estados Unidos en la Universidad de Maryland en el 2000. En sus cuatro temporadas con Maryland  participó en 87 partidos en los que anotó 8 goles.

## Fútbol Profesional
Tras su carrera colegial, Stammler fichó por MetroStars. Debutó en el fútbol profesional con MetroStars en la temporada 2004, aunque solo participó en un encuentro debido a varias lesiones durante su temporada inicial. En su segunda temporada participó en 10 partidos de liga, jugando principalmente como extremo izquierdo. Tras una destacada actuación en los playoffs de la MLS del 2005, Stammler se convirtió en titular, durante la temporada 2006 Stammler participó en 29 partidos de liga con 3 goles y cinco asistencias, también anotó un gol en dos partidos de US Open Cup. La versatilidad de Stammler, empezó a verse en la temporada 2007, donde Stammler se convirtió en medio centro. Su versatilidad y habilidad defensiva ayudaron al club a clasificar para los playoffs de la MLS en las siguientes temporadas. Tras sus buenas actuaciones se empezó a hablar sobre una posible convocatoria  a la selección de Estados Unidos, aunque nunca vino a ser convocado.

## Estadísticas
| Liga                | Partidos | Goles |
| ------------------- | -------- | ----- |
| Major League Soccer | 142      | 6     |
| US Open Cup         | 7        | 1     |
| MLS Playoffs        | 6        | 0     |